# Jaffueliobryum arsenei
Espèce
Statut de conservation UICN

 EN B1+2cd : En danger
Jaffueliobryum arsenei est une espèce de plantes de la famille des Grimmiaceae.

## Publication originale
- Revue Bryologique, nouvelle série 1: 194. 1928.